# Grand Raid
A Grand Raid de la Réunion, também chamada La diagonale des fous (portugês: a diagonal dos loucos) é uma ultramaratona e trilha de montanha, no departamento ultramar francês da ilha da Reunião, situada entre as ilhas de Mauricia e Madagascar. A corrida travessa a ilha inteira e tem uma distância de 162 km com uma desnivelação total de 9643 metros. Anualmente participam 2350 corredores.

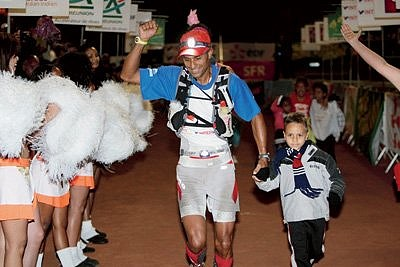
Chegada Grand Raid de la Réunion 2011

## Vencedores

### Homens
| Ano  | Vencedor                          | Nacionalidade | Tempo            |
| ---- | --------------------------------- | ------------- | ---------------- |
| 2016 | François D'Haene                  | França        | 23h 44mn 67s     |
| 2015 | Antoine Guillon                   | França        | 24h 17mn 40s     |
| 2014 | François D'Haene                  | França        | 24h 25mn 02s     |
| 2013 | François D'Haene                  | França        | 22h 58mn 00s     |
| 2012 | Kílian Jornet Burgada             | Espanha       | 26h 33m 10s      |
| 2011 | Julien Chorier                    | França        | 23 h 56 min 35 s |
| 2010 | Kílian Jornet Burgada             | Espanha       | 23h 17m 26s      |
| 2009 | Julien Chorier                    | França        | 22h 09m 08s      |
| 2008 | Pascal Parny                      | França        | 21h 40m 48s      |
| 2007 | Thierry Chambry                   | França        | 23h 33m 41s      |
| 2006 | Christophe Jaquerod               | França        | 20h 39m 40s      |
| 2005 | Charles Fontaine                  | França        | 19h 49m 36s      |
| 2004 | Richeville Esparon                | França        | 20h 00m 57s      |
| 2003 | Richeville Esparon                | França        | 18h 11m 27s      |
| 2002 | Thierry Técher                    | França        | 17h 55m 21s      |
| 2001 | Pascal Parny                      | França        | 16h 1m           |
| 2000 | Gilles Diehl Thierry Técher       | França        | 16h 43m          |
| 1999 | Cléo Libelle                      | França        | 17h 50m          |
| 1998 | Cléo Libelle                      | França        | 17h 45m          |
| 1997 | Patrick Maffre                    | França        | 15h 37m 35s      |
| 1996 | J.Philippe Marie-Louise           | França        | 16h 19m 27s      |
| 1995 | J.Philippe Marie-Louise           | França        | 14h 41mn         |
| 1994 | J.Philippe Marie-Louise           | França        | 18h 29m          |
| 1993 | Patrick Maffre                    | França        | 16h 03 m         |
| 1992 | J.Philippe Marie-Louise           | França        | 17h 20m          |
| 1991 | Gilles Trousselier Patrick Maffre | França        | 18h 28m          |
| 1990 | Gilles Trousselier                | França        | 17h 11m          |
| 1989 | Gilles Trousselier                | França        | 16h 2m           |

### Mulheres
| Ano  | Vencedora                     | Nacionalidade | Tempo            |
| ---- | ----------------------------- | ------------- | ---------------- |
| 2016 | Andrea Huse                   | Suiça         | 27h 44mn 13s     |
| 2015 | Núria Picas                   | Espanha       | 28h 11mn 14s     |
| 2014 | Nathalie Mauclair             | França        | 31h 27mn 28s     |
| 2013 | Nathalie Mauclair             | França        | 28h 45mn 32s     |
| 2012 | Émilie Lecomte                | França        | 33h 03m 17s      |
| 2011 | Karine Herry                  | França        | 31 h 43 min 30 s |
| 2010 | Marcelle Puy                  | França        | 31h 48m 50s      |
| 2009 | Emilie Lecomte                | França        | 28h 58m 41s      |
| 2008 | Marcelle Puy                  | França        | 26h 20m 40s      |
| 2007 | Marcelle Puy                  | França        | 29h 5m 46s       |
| 2006 | Karine Herry                  | França        | 26h 33m 46s      |
| 2005 | Sandrine Beranger             | França        | 27h 24m 57s      |
| 2004 | Alexandra Rousset             | França        | 27h 58m 41s      |
| 2003 | Simone Kayser                 | Luxemburgo    | 25h 59m 16s      |
| 2002 | Marcelle Puy                  | França        | 20h 54m 28s      |
| 2001 | Corinne Favre                 | França        | 20h 56m          |
| 2000 | Corinne Favre                 | França        | 23h 25m 58s      |
| 1999 | Mireille Sery                 | França        | 24h 44m          |
| 1998 | Corinne Favre                 | França        | 22h 51m          |
| 1997 | Corinne Favre                 | França        | 24h 35m 45s      |
| 1996 | Josiane Catois                | França        | 23h 06m 05s      |
| 1995 | Marcelle Puy                  | França        | 24h 59m          |
| 1994 | Mireille Sery                 | França        | 30h 47m          |
| 1993 | Régine Etienne                | França        | 27h 26m          |
| 1992 | Mireille Sery Thérèse Derolez | França        | 28h 21m          |
| 1991 | Marie Annick Laudes           | França        | 33h 09m          |
| 1990 | Guylène Calpetard             | França        | 31h 58m          |
| 1989 | Marie Thérèse Maussion        | França        | 25h 40m          |